# Séraphin Couvreur
Séraphin Couvreur  (Varennes, 1835. január 14. – Hszienhszien (獻縣), 1919. november 19.) (kínai neve pinjin hangsúlyjelekkel: Gù Sàifēn; magyar népszerű: Ku Szaj-fen; hagyományos kínai: 顧賽芬; egyszerűsített kínai: 顾赛芬) francia jezsuita misszionárius, sinológus.

## Élete és munkássága
Couvreur jezsuita misszionáriusként érkezett Kínába 1870-ben, ahol hittérítői tevékenysége mellett jelentős sinológiai munkát is végzett. Többek között ő alkotta meg a kínai nyelvnek a franciára adaptált latin betűs átírási rendszerét 1902-ben, amelyet majd a pinjin-átírás váltott fel a 20. század második felében. Szótárírói tevékenysége is kiemelkedő.

### Szótárak és kézikönyvek
- Dictionarium linguae Sinicae latinum, cum brevi interpretatione gallica, ex radicum ordine dispositum (Auctore Seraphino Couvreur). Ho Kien Fou : in Missione catholica S. J., 1877
- Langue mandarine du Nord. Guide de la conversation français-anglais-chinois, contenant un vocabulaire et des dialogues familiers, par le P. Séraphin Couvreur, Ho Kien Fou : impr. de la Mission catholique, 1886
- Dictionnaire chinois-français, par le P. Séraphin Couvreur, Ho Kien Fou : impr. de la Mission catholique, 1890
- Seraphin Couvreur: Dictionnaire français-chinois contenant les expressions les plus usités de la langue mandarine (Ho Kien Fou: Impr. De la Mission catholique 1908)
- Dictionnaire classique de la langue chinoise, Sien-Hsien, 1930

### Egyéb művei, fordításai
- Choix de documents, lettres officielles, proclamations, édits, mémoriaux, inscriptions... texte chinois avec traduction en français et en latin, par S. Couvreur, Ho Kien Fou: impr. de la Mission catholique, 1894
- Les quatre livres, avec un commentaire abrégé en chinois, une double traduction en français et en latin et un vocabulaire des lettres et des noms propres par, S. Couvreur S. J. 1895, 5e édition 1972, Taiwan, Republic of China
- Confucius: Entretiens de Confucius et de ses disciples Paris/Leiden, Cathasia/Brill, ca 1951 (Les Humanites d'Extreme-Orient.) traduit du chinois en français et en latin par Séraphin Couvreur
- Tch'ouen ts'iou et Tso tchouan, la Chronique de la principauté de Lou, [texte avec transcription et traduction française] par Séraphin Couvreur, Paris, Cathasia (impr. de Bellenand), 1951
- Cheu king: Texte chinois avec une double traduction en français et en latin, une introduction et un vocabulaire Sien Hien: Impr. de la Mission catholique, 1934
- Les Quatre livres, avec un commentaire abrégé en chinois, une double traduction en français et en latin et un vocabulaire des lettres et des noms propres, par F. S. Couvreur, S. J., Sien Hsien: Impr. de la Mission catholique, 1930
- Les annales de la Chine (Shujing)/ [trad.] par Séraphin Couvreur, Paris: You-Feng, 1999